# Rita Hester
Rita Hester (* 1964; † 28. November 1998 in Allston, Massachusetts) war eine afro-amerikanische Trans*Frau, die ermordet wurde. Ihr zu Ehren wurde der internationale Transgender Day of Remembrance gegründet.

## Leben
Rita Hester war als glamouröse Persönlichkeit bekannt, die als Performerin in Kabaretts und Bars von Downtown Boston auftrat. Am 28. November 1998 wurde sie in ihrer Wohnung in Allston mit mehreren Messerstichen ermordet. Obwohl der Mord nie aufgeklärt wurde, war die Ansicht weit verbreitet, dass sie Opfer transphobischer Gewalt geworden war. Die amerikanischen Medien berichteten sehr wenig darüber, dennoch fand am Freitag, dem 4. Dezember 1998, eine Mahnwache in Gedenken an Rita Hester statt, an der über 250 Menschen teilnahmen. In der Folge gründete die Autorin, trans Aktivistin und Grafikdesignerin Gwendolyn Ann Smith aus San Francisco das Internetprojekt „Remembering Our Dead“, aus dem später zu Ehren von Rita Hester der internationale Transgender Day of Remembrance hervorging. Jedes Jahr am 20. November wird an Rita Hester und andere transgender Menschen gedacht, die aus geschlechtsbezogener Intoleranz und Diskriminierung getötet wurden.